# Reinholds Bērziņš
Reinholds Bērziņš (russisch Рейнгольд Иосифович Берзин, Reingold Iossifowitsch Bersin, 4. Julijul. / 16. Juli 1888greg., Gemeinde Koņi (heute: Naukšēnu novads), Gouvernement Livland, Russisches Reich – 19. März 1938, Moskau) war ein lettischer Revolutionär und Militär.

## Leben
Reinholds Bērziņš trat im Jahre 1905 der Russischen Sozialdemokratischen Partei bei. Im Ersten Weltkrieg wurde er Soldat und besuchte 1916 eine Praporschtschik-Schule in Pskow. Er schloss sich den Roten Lettischen Schützen an. Nach der Oktoberrevolution hatte er hohe Kommandostellen innerhalb der bolschewistischen Truppen bzw. der späteren Roten Armee inne. Unter anderem war er 1918 Befehlshaber der 3. Armee und 1919 Inspekteur der Sowjetlettischen Armee. Im russischen Bürgerkrieg war Bērziņš unter anderem in Sibirien (gegen die Tschechoslowakischen Legionen) eingesetzt, in Turkestan und in Polen. 1924 verließ er die Rote Armee. Von 1927 bis 1937 übernahm er verschiedene hohe Posten in der Militärindustrie der Russischen Sowjetrepublik und lebte in Moskau.
Während der Stalinschen Säuberungen wurde er 1937 im Rahmen der Lettischen Operation des NKWD verhaftet und am 19. März 1938 bei Kommunarka erschossen. Eine Rehabilitation erfolgte 1955.